# اسلام: امپراتوری ایمان
اسلام: امپراتوری ایمان (انگلیسی: Islam: Empire of Faith) فیلمی مستند در قالب فیلم‌های سریالی (= سه قسمتی) است که در سال ۲۰۰۰ منتشر شد. راوی این مستند بن کینگزلی می‌باشد. این فیلم به شرح تاریخ اسلام از تولد پیامبر اسلام تا دوره امپراتوری عثمانی می‌پردازد.

## موضوع فیلم
- اپیزود اول: شرح زندگی پیامبر اسلام؛
- اپیزود دوم: شرح خلافت، جنگ‌های صلیبی و سقوط بغداد؛
- اپیزود سوم: شرح امپراتوری عثمانی و صفویان.